# Walter Maas Huis

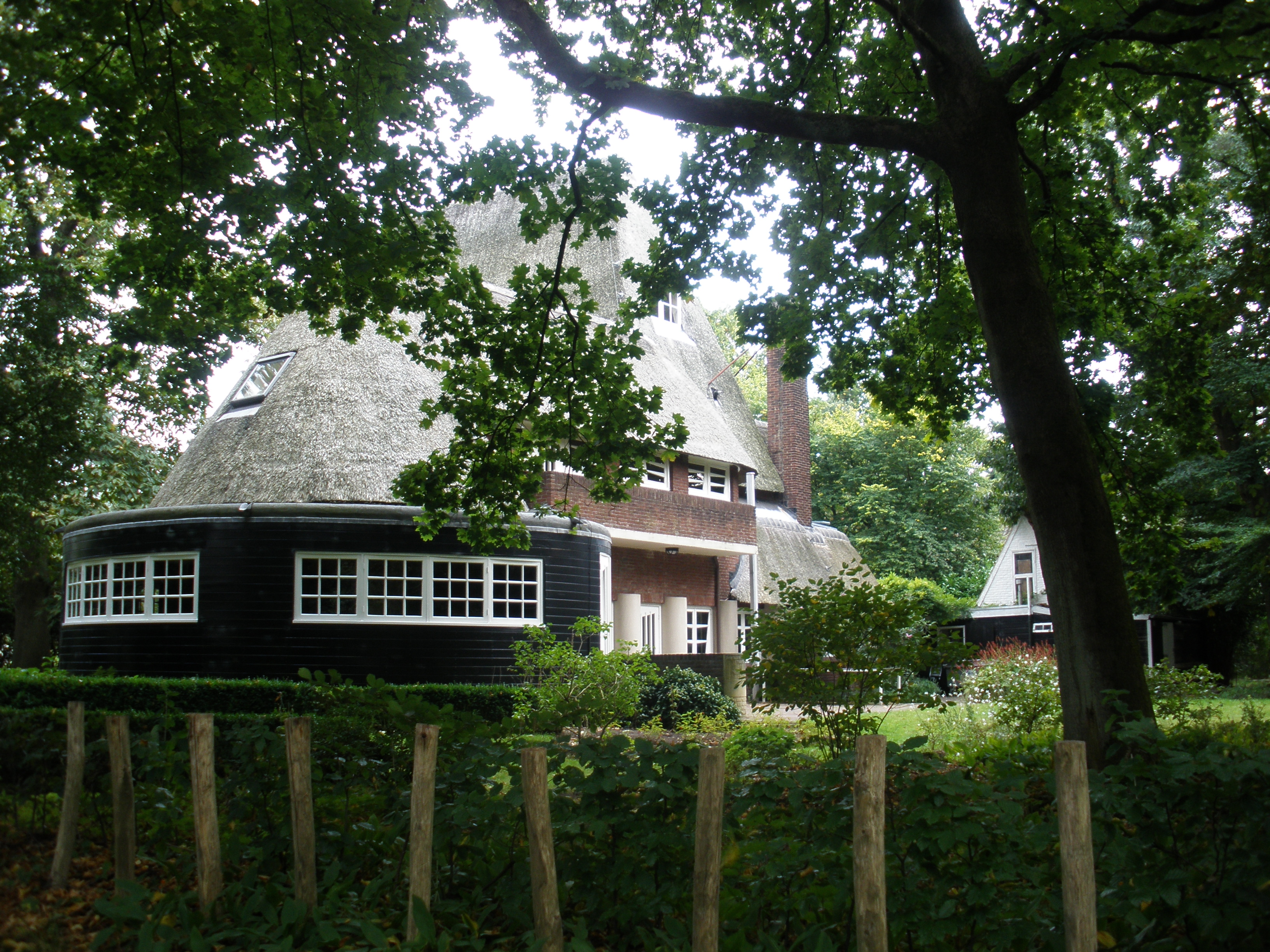
De achterkant van Gaudeamus met de halfronde muziekzaal, gezien vanaf De Hooghlaan.

Het Walter Maas Huis, oorspronkelijk Villa Gaudeamus aan de Gerard Doulaan in Bilthoven is een villa uit 1924-1925, die voornamelijk gebruikt wordt voor muzikale lezingen en concerten. De architect is Frants Edvard Röntgen (1904-1980).
De componist Julius Röntgen, de vader van de architect, woonde er met zijn gezin tot zijn overlijden in 1932. Later verhuisde Walter Maas uit Mainz in Duitsland naar de villa. Hij zat er ondergedoken en had er na de Tweede Wereldoorlog een pension. Hij runde er zijn Stichting Gaudeamus en liet er vele componisten en musici elkaar ontmoeten. Na de dood van Maas in 1992 schonk zijn broer Ernst als enige erfgenaam het huis aan de Maas-Nathan Stichting. Daarmee werd Walter Maas Huis de nieuwe naam, maar de naam Gaudeamus op de voorgevel wordt ook nog steeds gebruikt voor dit rijksmonument.

## Beschrijving
Het huis is gebouwd in de stijl van de Amsterdamse school, gemengd met Noorse invloed. Zeer opvallend is het hoge puntdak. De plattegrond lijkt enigszins op die van een opengeslagen vleugelpiano, maar volgens de architect Frants Röntgen was dat toeval. De halfronde, geheel houten muziekzaal is het opvallendste onderdeel van het landhuis. De verhoogde vloer geeft de ruimte een uitstekende akoestiek en wekt de indruk te zweven. In Bilthoven werd de villa door zijn merkwaardige vorm met hoog rieten dak wel "het slakkenhuis" of "de theemuts" genoemd. Het tuinhuis zou een replica zijn van een verdwenen componeerhuisje dat Röntgens vriend Edvard Grieg bezat in Troldhaugen bij Bergen (Noorwegen).

## Geschiedenis

### Röntgen
De componist Julius Röntgen woonde vanaf oktober 1900 aan de Van Eeghenstraat 77 in Amsterdam, maar kreeg het vooral na de Eerste Wereldoorlog financieel erg zwaar. De belastingen waren er zo hoog geworden, dat hij het huis bijna niet meer kon betalen. Het gezin Röntgen-des Amorie van der Hoeven genoot erg van het landleven in Catrijp bij Schoorl en later op Schiermonnikoog, waar ze veel vrije tijd doorbrachten. Het gezin verlangde al vele jaren naar een rustig onderkomen buiten de drukte van de stad. Begin 1921 was Röntgens 16-jarige zoon Frants druk bezig met een ontwerp voor hun nieuwe huis. Eind september 1923 leken de definitieve plannen gemaakt voor de bouw van een villa in Catrijp, die in de winter moest aanvangen, zodat het gezin er in de zomer van 1924 in zou kunnen trekken. Om onbekende redenen werd in oktober van het plan-Catrijp afgezien en zou de villa in Bilthoven gebouwd worden. Vermoedelijk waren de motieven logistiek, aangezien Bilthoven centraal in Nederland ligt en het veel moeite kostte Schoorl te bereiken. Ook kenden de Röntgens de plek al goed. In 1919 zouden ze - dankzij Concertgebouwbestuurder Johan Rahusen - er al hun oog op hebben laten vallen. Ook Röntgens zoon Julius jr. woonde er al sinds september 1920 - zij kwamen er geregeld over de vloer en vierden er zelfs hun 25-jarig huwelijk. Misschien was dit een extra factor om voor Bilthoven te kiezen.
Op 19 november 1923 verkocht de familie Röntgen het huis aan de Van Eeghenstraat en in december kocht ze een stuk grond aan de Ridderoordlaan (vanaf 1925 Gerard Doulaan geheten). Frants Röntgen, die inmiddels was afgestudeerd in architectuur, had voor Schoorl al een ontwerp gemaakt, maar verfijnde dat voor Bilthoven. Op 1 juli 1924 werd de bouw gestart en op 16 september legde de 9-jarige Frithjof Röntgen – zoon van Julius jr. – de eerste steen van het huis. Op 3 april 1925 verhuisde Röntgen samen met zijn vrouw Mien en hun zoon Frants in vier dagen van Hotel Regina naar Huize Gaudeamus.
Op 3 september 1925 werd het huis ingewijd en speelden Röntgens musicerende zonen Julius jr., Engelbert, Johannes, Edvard en Joachim op het terras van het door hun broer Frants gecreëerde huis het Strijkkwintet in C-majeur van Schubert. Julius Röntgen bracht in de villa zijn laatste jaren door. Zijn productiviteit als componist werd in deze periode steeds groter. Zo schreef hij acht symfonieën in enkele maanden tijd. Ook gaf hij in de halfronde muziekzaal lezingen over muziek. Na zijn dood in 1932 werd het stil rond Villa Gaudeamus. Frants verliet het huis, stichtte een gezin en maakte naam als architect.

### Walter Maas
In de jaren 1940-43 woonde het joodse gezin Maas-Nathan, bestaande uit vader, moeder en de zonen Walter en Ernst Maas en diens gezin in de villa. Zij waren afkomstig uit Mainz en woonden al sinds de jaren dertig in Nederland, uitgeweken voor de opkomende nazipartij. In 1940 werden zij door de Duitse bezetters gedwongen Den Haag te verlaten en zo kwamen zij in Bilthoven terecht. Zij openden een pension in Huize Gaudeamus, dat met zijn vele kamers daarvoor zeer geschikt was. Walter Maas bewoonde het componeerhuisje in de tuin, maar moest in 1942 onderduiken op een van de zolders, waar hij zich zeven maanden verborg en ondanks diverse huiszoekingen niet werd gevonden. In 1943 werden zijn ouders opgepakt; zij stierven nog datzelfde jaar in het vernietigingskamp Sobibór. Walter moest het huis ontvluchten en verbleef op diverse onderduikadressen.
Onmiddellijk na de bevrijding keerde Walter Maas terug naar Gaudeamus, dat in de laatste oorlogsjaren door SS'ers was uitgewoond. Hij wist het te herstellen en heropende het pension. Om zijn dankbaarheid te tonen voor de hulp die hij in Nederland had ondervonden, organiseerde hij op 4 november 1945 een grootscheeps huisconcert, waar meer dan 200 belangstellenden op af kwamen. Velen luisterden in de tuin voor de geopende ramen naar de halfbroers Julius jr. en Joachim Röntgen die sonates voor viool en piano speelden van Beethoven (de Kreutzersonate), Brahms en Julius Röntgen. Dit was het begin van het Muziekpodium Gaudeamus, dat na 1949, toen Maas het huis van de Röntgens had gekocht, werd omgezet in de Stichting Gaudeamus, die zich toelegde op de promotie van de eigentijdse muziek. Zo werd Huize Gaudeamus een internationaal ontmoetingscentrum voor musici. Karlheinz Stockhausen, György Ligeti, Iannis Xenakis, John Cage, Olivier Messiaen en vele andere componisten kwamen naar Bilthoven en ontmoetten Nederlanders als Ton de Leeuw, Peter Schat, Kees van Baaren, Jan van Vlijmen en Reinbert de Leeuw in de villa van Walter Maas. Ook organiseerde hij, geassisteerd door Henk Stam (die het componeerhuisje bewoonde) en Jaap Geraedts, jaarlijkse festivals voor eigentijdse muziek als de Gaudeamus Muziekweek en de International Composers' Workshop.

## Walter Maas Huis
Walter Maas overleed in 1992. De Stichting Gaudeamus was al begin jaren tachtig naar de Paulus Potterstraat in Amsterdam verhuisd en is thans met andere stichtingen opgenomen in het Muziek Centrum Nederland. Walters broer en erfgenaam Ernst Maas schonk Huize Gaudeamus aan de Maas-Nathan Stichting, die het de nieuwe naam Walter Maas Huis en als doelstelling "huis voor culturele en professionele ontwikkeling" gaf. Om dit te verwezenlijken kreeg de architect Diederik Six in 1998 opdracht tot restauratie van dit rijksmonument. Met respect voor de schepping van Frants Röntgen verbouwde hij het huis tot conferentieoord, onder meer door de vele kleinere kamers te veranderen in grotere ruimten. De halfronde buitenkant kreeg weer een bekleding van horizontale houten planken. De oorspronkelijke kleuren bleven gehandhaafd, evenals de houten vloer van de muziekzaal met zijn bijzondere akoestiek. Tegenwoordig biedt Huize Gaudeamus een podium voor jonge musici en worden er voor haar huisvrienden culturele avonden georganiseerd.